# Olympische Sommerspiele 1984/Teilnehmer (Somalia)
| Gelbes Symbol für Goldmedaillen mit stilisierten Olympischen Ringen | Graues Symbol für Silbermedaillen mit stilisierten Olympischen Ringen | Braundes Symbol für Bronzemedaillen mit stilisierten Olympischen Ringen |
| ------------------------------------------------------------------- | --------------------------------------------------------------------- | ----------------------------------------------------------------------- |
| —                                                                   | —                                                                     | —                                                                       |

Somalia nahm an den Olympischen Sommerspielen 1984 in Los Angeles, USA, mit einer Delegation von sieben Sportlern (allesamt Männer) teil.

## Teilnehmer nach Sportarten

### Leichtathletik
- Ibrahim Okash
400 Meter: Vorläufe

- Abdi Bile
800 Meter: Viertelfinale
1500 Meter: Halbfinale

- Jama Mohamed Aden
800 Meter: Vorläufe
1500 Meter: Vorläufe

- Ali Mohamed Hufane
5000 Meter: Vorläufe

- Mohiddin Mohamed Kulmiye
10.000 Meter: Vorläufe

- Ahmed Mohamed Ismail
Marathon: 47. Platz

- Abdul Lahij Ahmed
Marathon: 73. Platz